# زهرة الحبلى المنشارية
زهرة الحبلى المنشارية (الاسم العلمي:Enkianthus serrulatus) هي نوع من النباتات تتبع جنس زهرة الحبلى من الفصيلة الخلنجية.